# Bidževo
Bidževo é uma vila localizada no município de Struga, na Macedônia do Norte.